# Jenišovice (okres Jablonec nad Nisou)
Jenišovice (německy Jenschowitz) jsou obec v okrese Jablonec nad Nisou, zhruba 4 km severně od Turnova. Žije zde přibližně 1 300 obyvatel. Katastrální území obce má rozlohu 742 ha. Obec Jenišovice tvoří dvě části – Jenišovice a Odolenovice, které byly původně samostatné sídelní útvary. Hranici mezi oběma částmi tvoří trasa Odolenovického potoka, který zde ještě nemá jméno a má minimální průtok.
Obec se nachází zhruba 4,5 km severně od města Turnova, které je pro ni obcí s rozšířenou působností. Jenišovice sousedí na východě s obcí Frýdštejn, na jihu s městem Turnov, na západě s obcemi Paceřice a Žďárek. Obec Jenišovice je součástí Mikroregionu Podkozákovsko.

## Historie
První zmínka o obci pochází z roku 1143, kdy byla obec uvedena jako majetek Strahovského kláštera v Praze v klášterních záznamech. Obyvatelstvo bylo českého původu.
Poté, co rod Markvarticů vybudoval cisterciácký klášter Hradiště, připadlo území obce pod správu tamního opata. První opat je pak zmiňován v roce 1184. Církevní vrchnost v Jenišovicích založila pro snazší správu obce faru a dřevěný kostel sv. Jiří. Obec se stala správním centrem oblasti. Rychtu jenišovickou tvořil kromě sousedních obcí i Rychnov, Rádlo a 4 lidé z Nudvojovic.
Klášter byl za husitských válek 30. dubna 1420 bratrstvem orebitským pod vedením Hynka Krušiny z Kumburka vypálen. Roku 1436 připadlo celé území rychty jenišovické (tedy i sousední Odolenovice) Heníkovi z Valdštejna se sídlem na Vranově, či Skalách nad Jizerou (dnes Malá Skála).
Roku 1565, kdy došlo k rozdělení vartemberského majetku, připadlo území obce do panství Hrubý Rohozec, vlastněné Vartemberky.
Po bitvě na Bílé hoře koupil roku 1628 zkonfiskované vartemberské statky císařský důstojník Mikuláš Des Fours. Jeho rod, po pozdějším sňatku zvaný Des Fours Walderode, vlastnil území do roku 1850. Tehdy, změnou zemského zřízení, získala obec samostatnost s vlastní samosprávou a obecním úřadem a začlenila se do historického politického a soudního okresu Turnov, kraj Liberecký. Zámek Hrubý Rohozec a další majetky byly poslednímu majiteli Karlovi roku 1945 dekretem prezidenta ČSR zkonfiskovány.

### Rozvoj obce

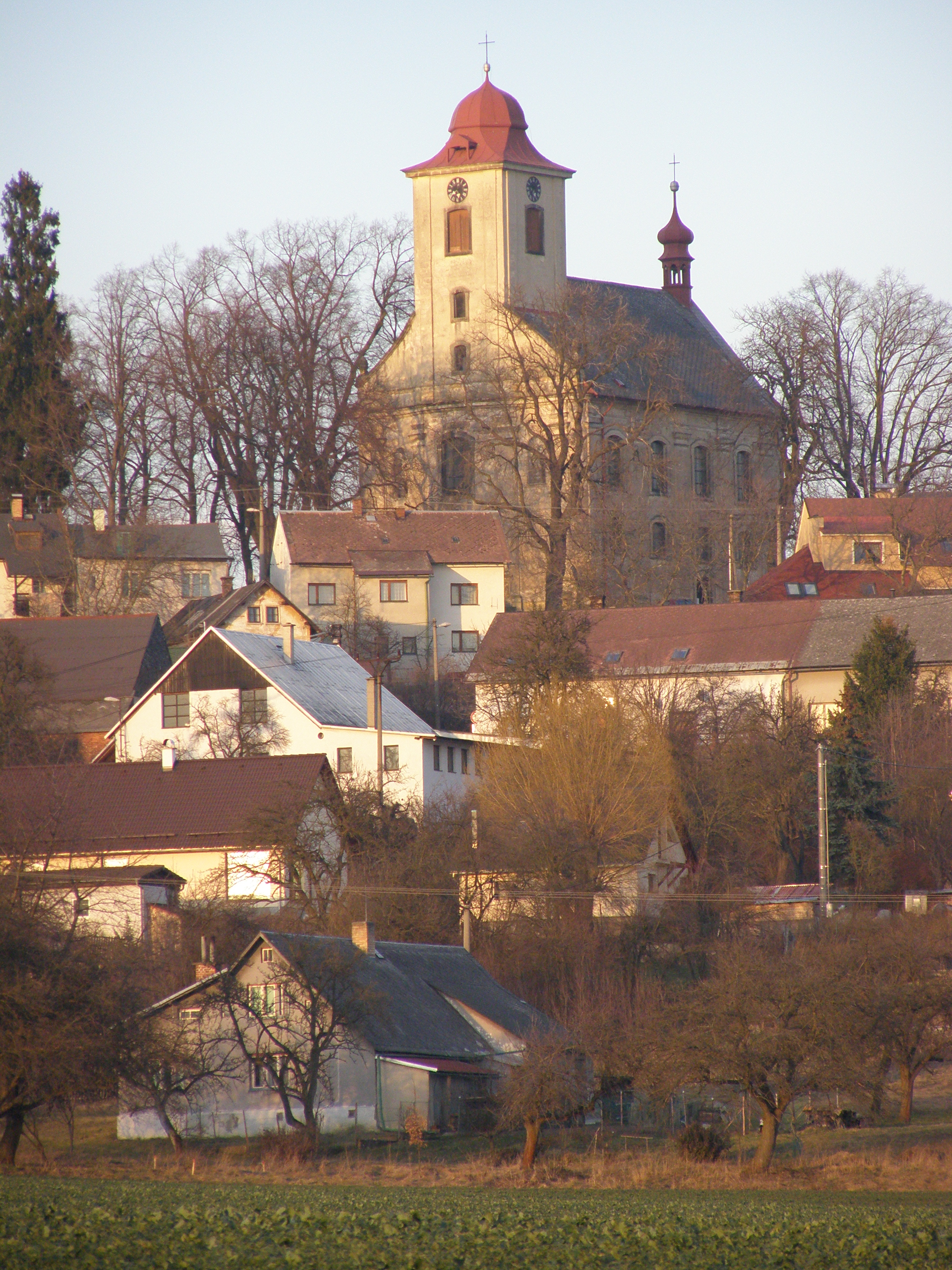
Kostel sv. Jiří

Jenišovice byly založeny jako zemědělská ves s rozvolněnými venkovskými usedlostmi od nichž se sbíhaly cesty na náves. Na druhou stranu ubíhaly do polí. Ústřední prostor návsi byl na vyvýšenině nad obcí doplněn o dřevěný kostel, zmiňovaný poprvé roku 1348. Kolem kostela se rozprostíral původní hřbitov s kostnicí. Na jeho místě byl po jeho zrušení v roce 1839 postupně od roku 1865 budován park. Ze stejného roku pochází památné lípy a kaštany z okolí kostela. Nový hřbitov je založen roku 1839. Mezi lety 1728–44 byl postaven poblíž dřevěného nový kostel svatého Jiří s farou. Kostel i fara jsou postaveny v barokním stylu zásluhou patronátní hraběcí rodiny Des Fours z Hrubého Rohozce (jak ukazuje i znak nad hlavním vchodem do kostela). Zájem o vesnici, např. poskytnutím pomoci po velkých požárech roku 1869, projevovali též majitelé nedalekého zámku Sychrov knížata Rohani. Začali sázet dvojitou lipovou alej Rohanku od zámku směrem k Jenišovicím. Narazili ale na pozemky Des Foursů, kteří měli v Jenišovicích své zájmy. Na prodeji se nedohodli. Nedokončené torzo aleje dodnes nabízí průhled na věž kostela.
Dne 5. května 1831 udeřil do věže kostela blesk. Následný požár zničil střechu a zvony. Nové byly koupeny roku 1847. Věžní hodiny pořídila obec roku 1882. Zajímavostí hodin je, že mají minutovou ručičku kratší, než hodinovou. Minuty tehdy nehrály při práci na poli důležitou roli. Za druhé světové války byly zvony odvezeny na přetavení na zbraně do Německa a už nebyly vráceny zpět.
Nový hřbitov byl vybudován v průběhu 19. století na náhorní plošině za kostelem směrem nad místní částí obce Trávníka. Jsou na něm pohřbeni český historik a rektor Univerzity Karlovy profesor Josef Pekař (1870–1937) z Malého Rohozce, selský kronikář rychtář Josef Dlask z Dolánek, spoluzakladatel českého dětského lékařství MUDr. Josef Salmon (1844–1931) z Daliměřic, poslední ošetřovatelka Karla Havlíčka Borovského paní Anna Vedralová nebo prarodiče národního umělce Petra Bezruče Josef a Františka Brožkovi. Ti bydleli v kovárně, která stála v místě dnešní křižovatky na Hrubém Rohozci.
Na konci 19. století a na začátku 20. století dochází k postupné výstavbě rodinných domů městského charakteru podél hlavní komunikace vedoucí z Turnova na Frýdštejn.
V roce 1950 bylo po rozsáhlé rekonstrukci budovy bývalé fary poblíž československého kostela umístěno sídlo národního výboru, knihovna a místnost pro matriku (sňatky, vítání občánků a jiné společenské akce).
V roce 1957 byla provedena úprava silnice směrem na Turnov. Zároveň byla upravena náves pro potřeby křižovatky, která uprostřed obce rozdělovala cesty na Turnov, Frýdštějn, Roudný a Paceřice.
Významným zásahem do měřítka a charakteru původní urbanistické struktury obce i do krajiny byla výstavba bytových domů z 80. let 20. století, výstavba zemědělského areálu, areálu pily a dalších výrobních podniků. V roce 1971 byly dostavěny dva velkokapacitní kravíny.

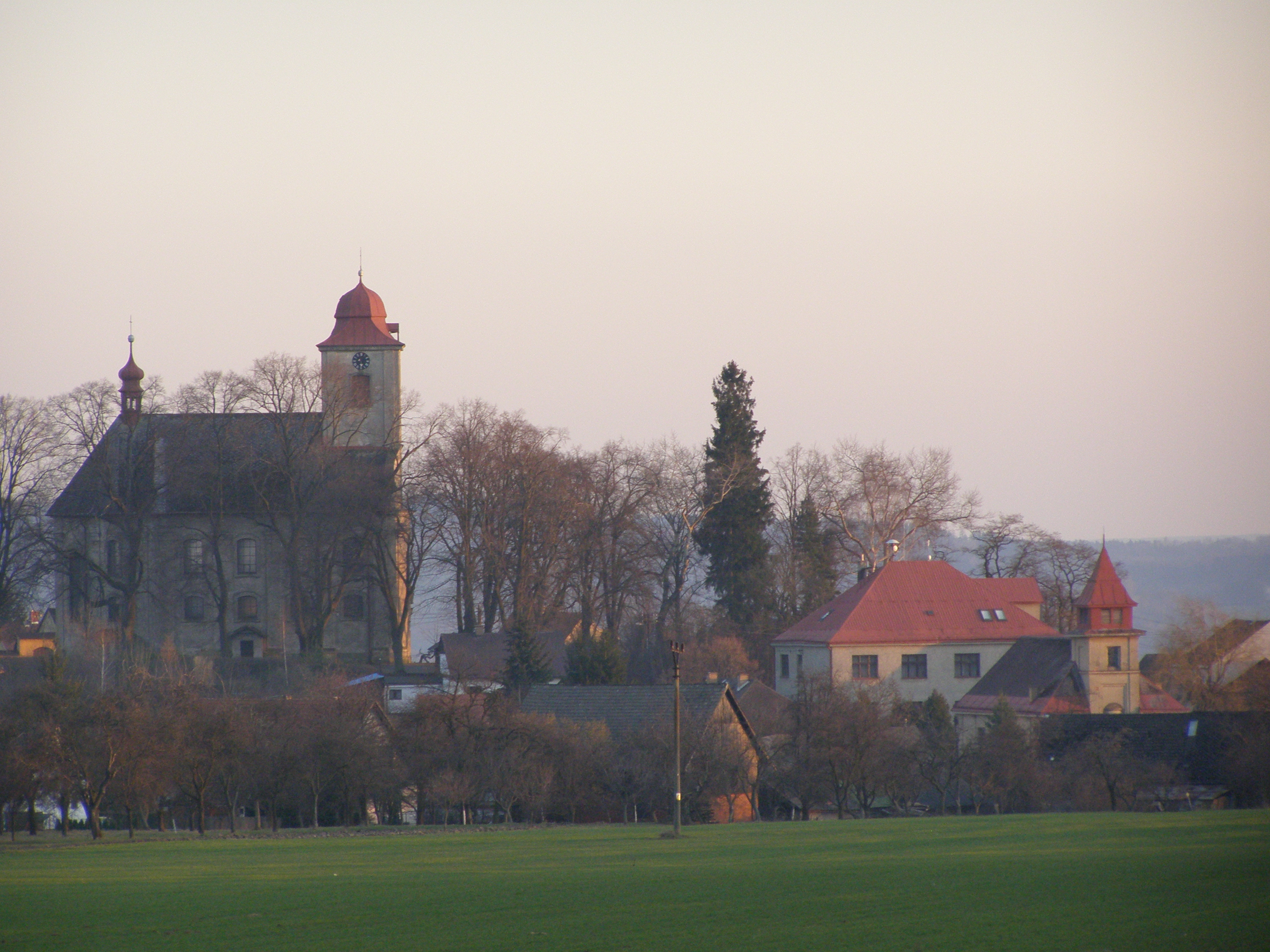
Kostel sv. Jiří, mateřská škola a Sbor krále Jiřího z Poděbrad od Marjánky

V roce 1960, po necitlivé územní reformě, došlo k přesunutí obce pod okres Jablonec nad Nisou. Zároveň došlo ke sloučení obcí Jenišovice a Odolenovice. V témže roce byla sloučena JZD obou obcí pod názvem JZD Družba Jenišovice. Jenišovice se tak staly střediskovou vesnicí s obchody (potraviny, obuv, textil a řezník), školou a školkou.
Mezi roky 1997 a 2004 proběhla plynofikace obce následovaná splaškovou kanalizací v letech 2004 a 2005. Kanalizace je napojená na ČOV Turnov.
V posledních letech dochází k masivní plošné zástavbě rodinných domů městského charakteru v okolí obce. Obec, která měla původně zemědělský charakter se mění na příměstskou obytnou obec s kvalitním životním prostředím a zajištěným základním občanským vybavením. Rekreační využití území je minimální, objekty lidové architektury sloužící v určité době k rekreaci se opět vrací k původnímu využití pro bydlení.

### Vývoj školství
Pětistupňová (obecná) škola vznikla v obci již na konci 18. století. Původně se jednalo o dřevěnou chalupu u katolického kostela. K vyučování se pronajímala. Roku 1787 byla otevřena škola nová, která sloužila do poloviny 19. století. Roku 1840 byla postavena nová kamenná budova. Stavělo za finančního přispění hraběnky Gabriely Des Fours. Škola byla dvoutřídní. V roce 1899 byla tato budova přestavěna a dnes slouží jako mateřská škola. Děti do této školy docházely z celého severu tehdejšího rohozeckého panství.
V roce 1938 došlo k uzavření české měšťanské školy v Hodkovicích nad Mohelkou, které byly po Mnichovu začleněny do Německé říše. Jako náhrada byla 1. prosince 1938 otevřena měšťanská škola v Jenišovicích. Vyučovalo se v budově tehdejší obecné školy (dnes MŠ), a pro nedostatek prostor také v patře hostince U Laurinů (později U Klímů a Na Křižovatce) na návsi, kde byla i ředitelna a kabinety. Na hodiny tělesné výchovy docházeli žáci do hostince U Brožků. Místnosti byly pro vyučování nevhodné, učitelé museli o přestávkách přecházet z budovy do budovy.
Proto po skončení druhé světové války usilovali tehdejší představitelé obce (řídící učitel a předseda MNV Alois Broul a předseda družstva ŽULA Josef Hoření) o výstavbu nové školní budovy. Přípravné práce na vybudování školy začaly až v roce 1960. Inženýrské sítě připravovalo o sobotách až 50 rodičů a občanů v rámci "akce Z". Projekt nové školy dostal na starosti liberecký architekt Karel Hubáček. Nová škola měla původně stát na pozemku přes cestu proti stávající budově, jak dokládá situační plánek z té doby. V dubnu 1961 se začaly hloubit základy, v listopadu téhož roku již byla stavba zhruba hotová. Přes zimu mezi roky 1961–1962 byly prováděny vnitřní práce. Od 1. září 1962 mohli do nové školní budovy začít chodit první žáci. Bylo jich 300. Stavba školy stála 2,5 milionu Kčs. V nové budově sídlí škola dodnes. Má kapacitu 250 žáků a devět stupňů.
Škola neměla prostory pro jídelnu. Žáci proto chodili do přízemí budovy katolické fary vedle farního kostela Církve československé husitské, ve které v té době v patře sídlil také místní národní výbor. V roce 1984 byla zbourána bývalá školní dílna v zahradě za školou, aby zde mohla být postavena nová budova pro potřeby školní jídelny a družiny. Po mnoha průtazích, problémech a změnách byla budova s jídelnou, školní kuchyní, školní družinou a dalšími odbornými učebnami zprovozněna až v roce 1993. V budově dnes sídlí i obecní knihovna a lékařská ordinace.
V roce 2003 byla na místě nevyhovující tělocvičny postavena moderní sportovní hala. Součástí areálu školy je i obnovený běžecký stadion a zahradní dětské hřiště. V roce 2012 byl před školou postaven dřevěný altánek pro vyučování některých předmětů v letních měsících a pro školní družinu. V roce 2013 bylo provedeno zateplení pláště budovy, instalována rekuperace a vyměněna okna.
V létě a na podzim roku 2014 proběhla také rekonstrukce Mateřské školy – výměna oken a zateplení fasády.
V srpnu 2020 byl po rozsáhlé rekonstrukci přestěhován obecní úřad z budovy MŠ zpět do bývalé katolické fary č.p. 12. V uvolněných plochách vznikla nová třída mateřské školy.
O letních prázdninách roku 2022 prošly kompletní úpravou školní šatny. Původní drátěné kóje byly vyměněny za skříňky a prostor se zvětšil o bývalou uhelnu.
Ve školním roce 2022/2023 navštěvuje školu v 11 kmenových třídách 215 žáků z Jenišovic, Odolenovic, Frýdštejna a dalších obcí. O vzdělávání dětí pečuje 16 pedagogů, 2 vychovatelky, 4 asistentky pedagoga a školní psycholožka. Chod školy zajišťuje 7 provozních zaměstnanců.

### Původ názvu obce
Původ názvu obce není přesně znám. Traduje se legenda o opatu Janovi (Jenovi, Jenišovi), pod jehož správu obec patřila. Jeho jméno se přeneslo i na obec. Tedy Jenišov – obec patřící Jenišovi. Postupem doby došlo k pomnožnění na -ice, což je častá koncovka názvu mnoha obcí.
Název obce odkazuje na české osídlení oblasti ve středověku podobně jako české názvy okolních obcí: Paceřice, Odolenovice, Ohrazenice, Žďárek, Sestroňovice.

## Obyvatelstvo
| Rok            | 1869  | 1880  | 1890  | 1900  | 1910  | 1921  | 1930  | 1950 | 1961 | 1970 | 1980 | 1991 | 2001 | 2011 | 2021  |
| -------------- | ----- | ----- | ----- | ----- | ----- | ----- | ----- | ---- | ---- | ---- | ---- | ---- | ---- | ---- | ----- |
| Počet obyvatel | 1 099 | 1 110 | 1 178 | 1 217 | 1 227 | 1 130 | 1 263 | 841  | 874  | 826  | 766  | 782  | 816  | 816  | 1 213 |
| Počet domů     | 169   | 178   | 192   | 208   | 224   | 230   | 257   | 263  | 248  | 241  | 232  | 283  | 290  | 290  | 402   |

## Památky
- Římskokatolický farní kostel sv. Jiří. Dominanta obce z let 1728–44. Je postaven v barokním stylu na návrší nad obcí. Kostel je v majetku Římskokatolické církve. Postupně probíhají opravy – kostel má nová okna. V okolí kostela se nachází park se sochami sv. Antonína a sv. Václava. Tento park je registrován jako významný krajinný prvek. Dvě největší lípy v parku mají obvod kmene okolo 4 metrů.
- Sbor krále Jiřího z Poděbrad, farní kostel Církve československé husitské. Postaven ve dvacátých letech 20. století (slavnostní otevření se konalo 7. července 1929) společným vkladem několika sousedních obcí (jejich jména jsou dodnes patrná na fasádě kolem hlavních dveří). Po svém postavení byl využíván církví i pro účely obce. Ve vytápěném suterénu byla postupně umístěna Mateřská škola, ordinace lékaře, záložna (později pobočka České spořitelny) a kancelář místního JZD. Mezi roky 2015 a 2016 sloužilo přízemí po rekonstrukci jako cukrárna. V současné době shání majitel Náboženská obec CČsH peníze na opravu vnější fasády a uplatnění kostela.
- Barokní fara – dům č.p. 12, byla postavena mezi roky 1750–1751 pro Římskokatolickou farnost Jenišovice. Investorem byl Hrabě Karel Josef Des Fours. Jako fara sloužila budova až do znárodnění, v roce 1949 se z ní stalo sídlo Místního národního výboru. Byla zde i mateřská škola. Po přestěhování mateřské školy do č.p. 67, byla v přízemí fary zřízena kuchyně a jídelna pro základní školu. V roce 1965 byla vyměněna okna a opraveny omítky. Koncem 80. let prošla rekonstrukcí střecha. V roce 1991 byla budova v restituci vrácena Římskokatolické farnosti Jenišovice, obecní úřad se odstěhoval do budovy MŠ, jídelna ZŠ s kuchyní přešla do nově vybudované budovy přímo u základní školy. V roce 2016 obec odkoupila faru od Římskokatolické církve. Od roku 2018 do roku 2020 proběhla rekonstrukce s cílem navrátit budově co nejvíce původní podobu z 18. století. Po rekonstrukci se do budovy přestěhoval obecní úřad.
- Boží muka. Díky péči obce byla obnovena boží muka u polní cesty z Jenišovic do Odolenovic, další boží muka jsou u silnice do Roudného.
- Socha Panny Marie na návsi v Jenišovicích
- Poplužní statek Červený dvůr (označován také jako Nový dvůr) je nejníže položenou částí obce (318 m n. m.). Statek byl vybudován na místě zaniklé obce a tvrze Činov. Objekt byl poplužním dvorem k panství Hrubý Rohozec. V roce 1952 se stal majetkem JZD Družba Jenišovice. V roce 1997 koupila zdevastovaný objekt soukromá společnost, která jej zrekonstruovala a přebudovala na své sídlo.

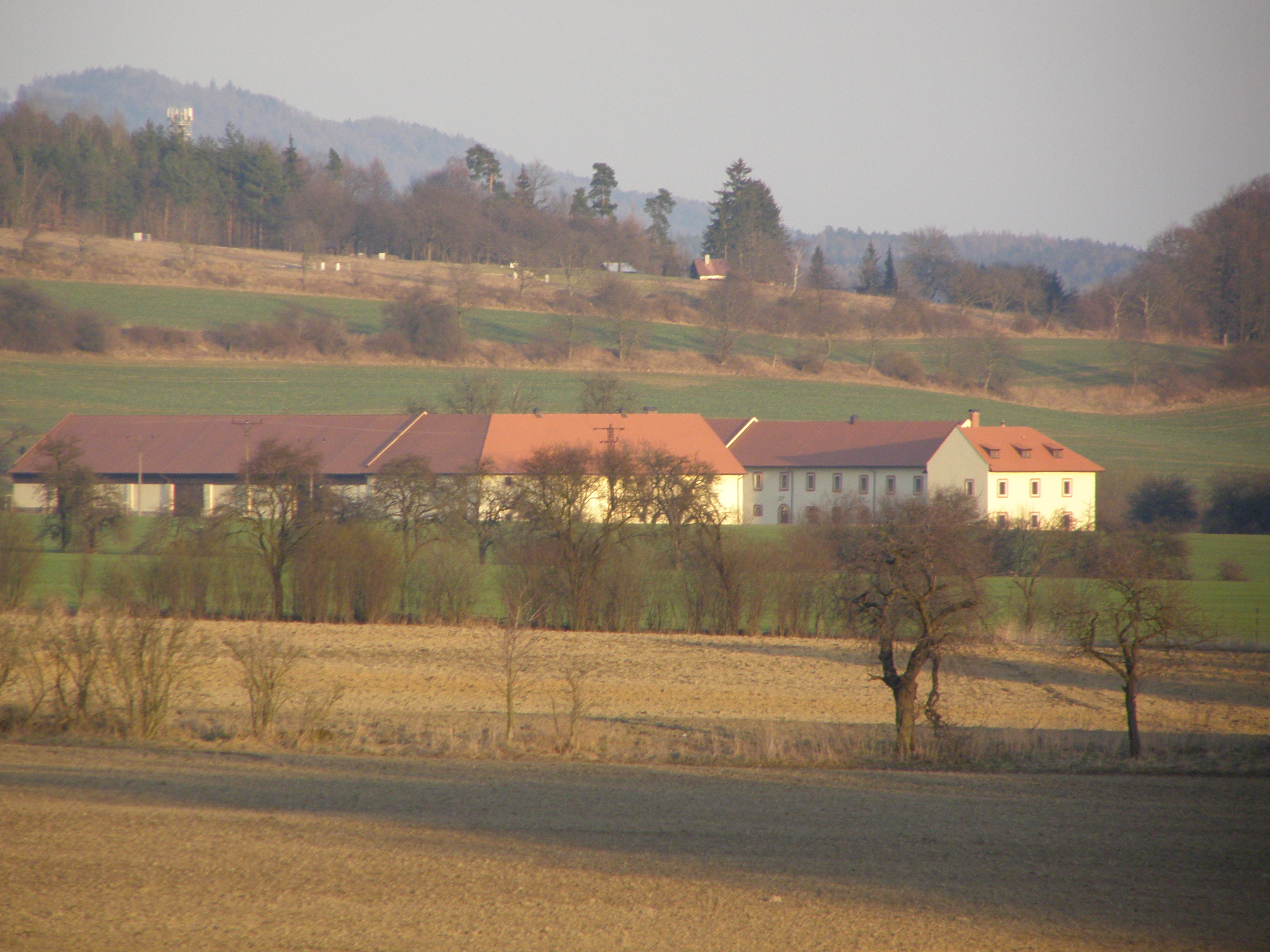
Červený dvůr od Paceřic
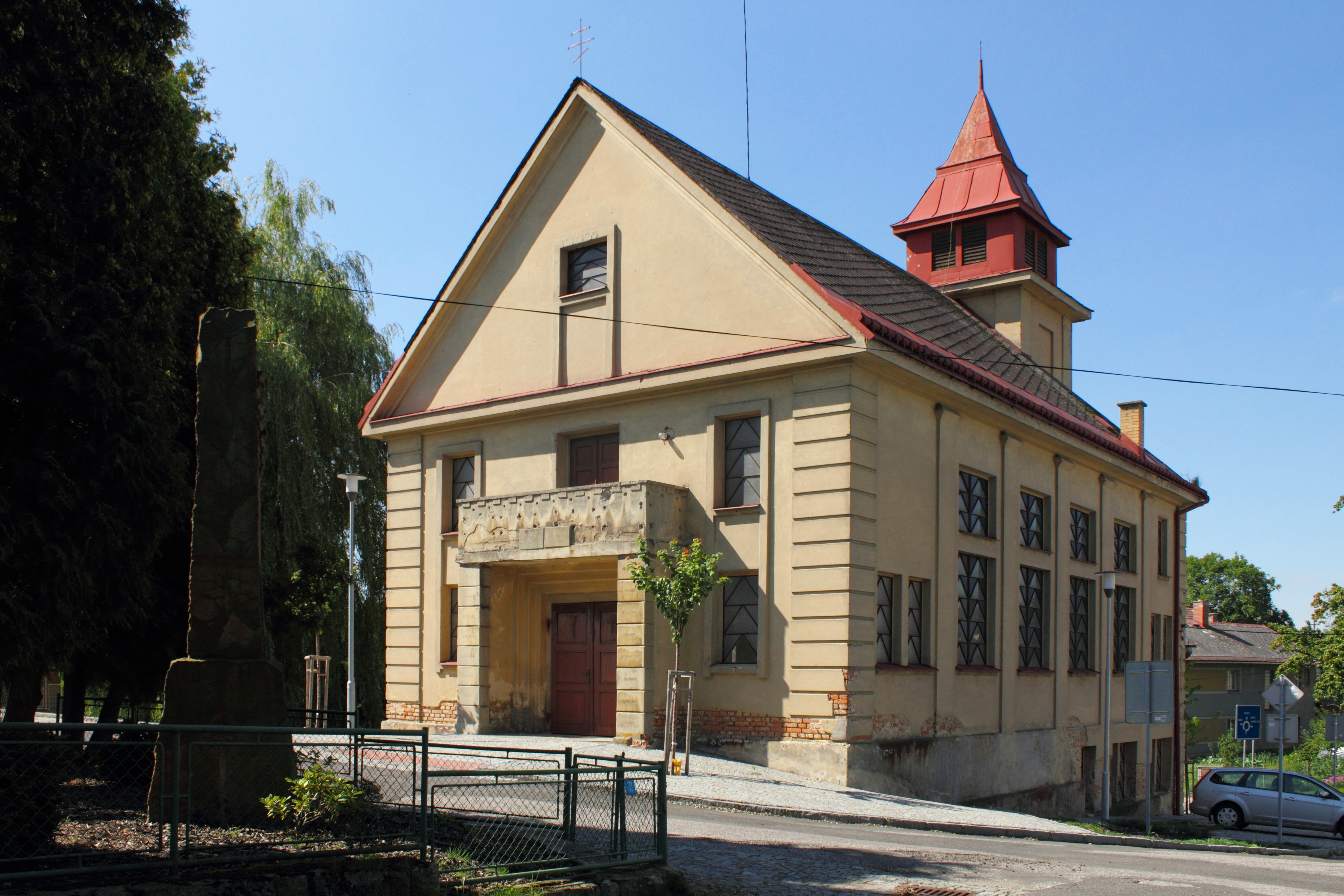
Kostel Čs. církve husitské
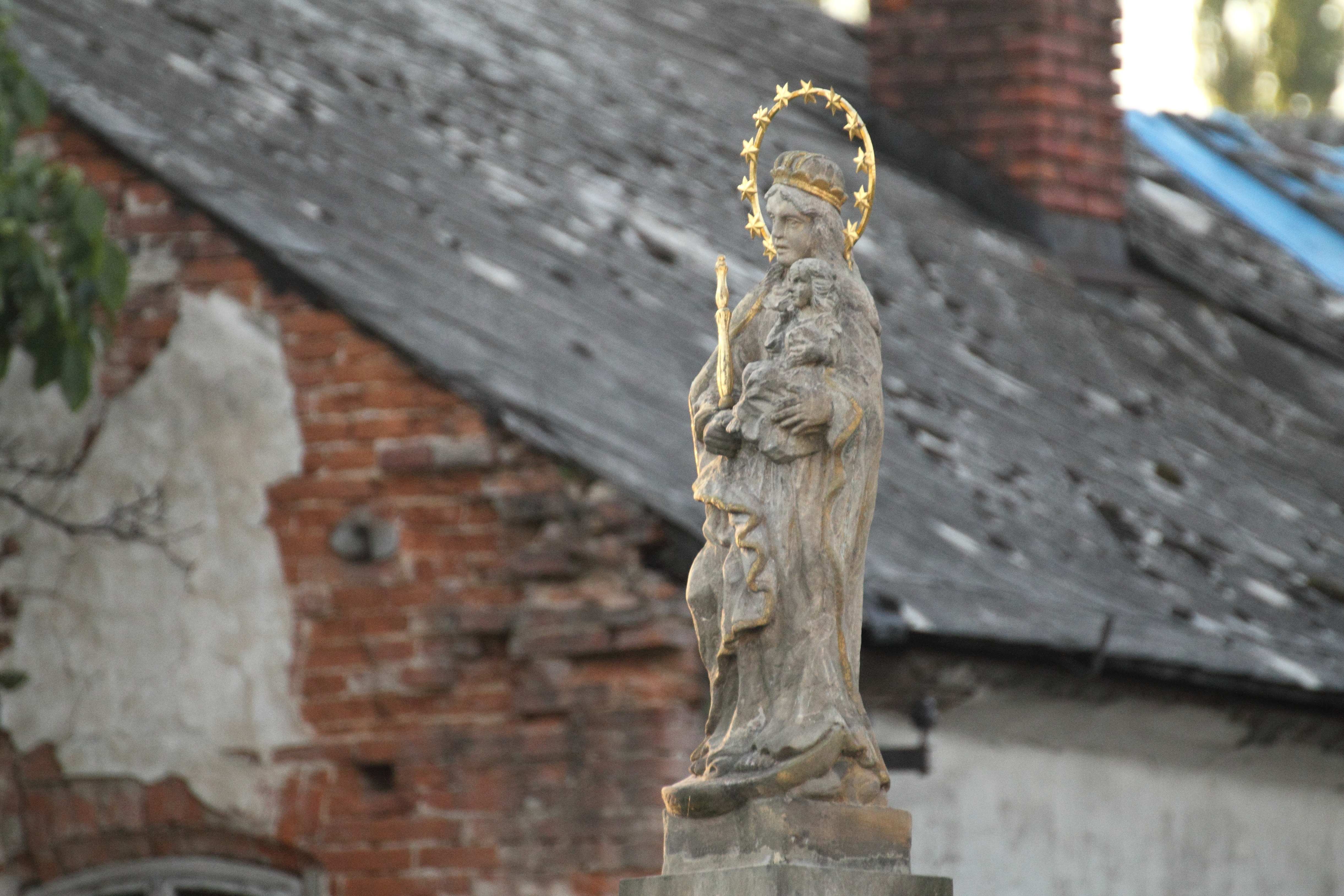
Socha Panny marie

## Znak a vlajka obce
Vlajka i znak obce obsahují lipový list. Je to dáno lípami, které rostou na návsi v Jenišovicích i Odolenovicích. Jedná se o sjednocující prvek dvou místních částí obce. Druhou polovinu znaku tvoří dominanta obce – kostel sv. Jiří. Dekret k udělení znaku a vlajky byl předán 5.12. 2005 a je dílem heraldika Stanislava Kasíka.

## Infrastruktura

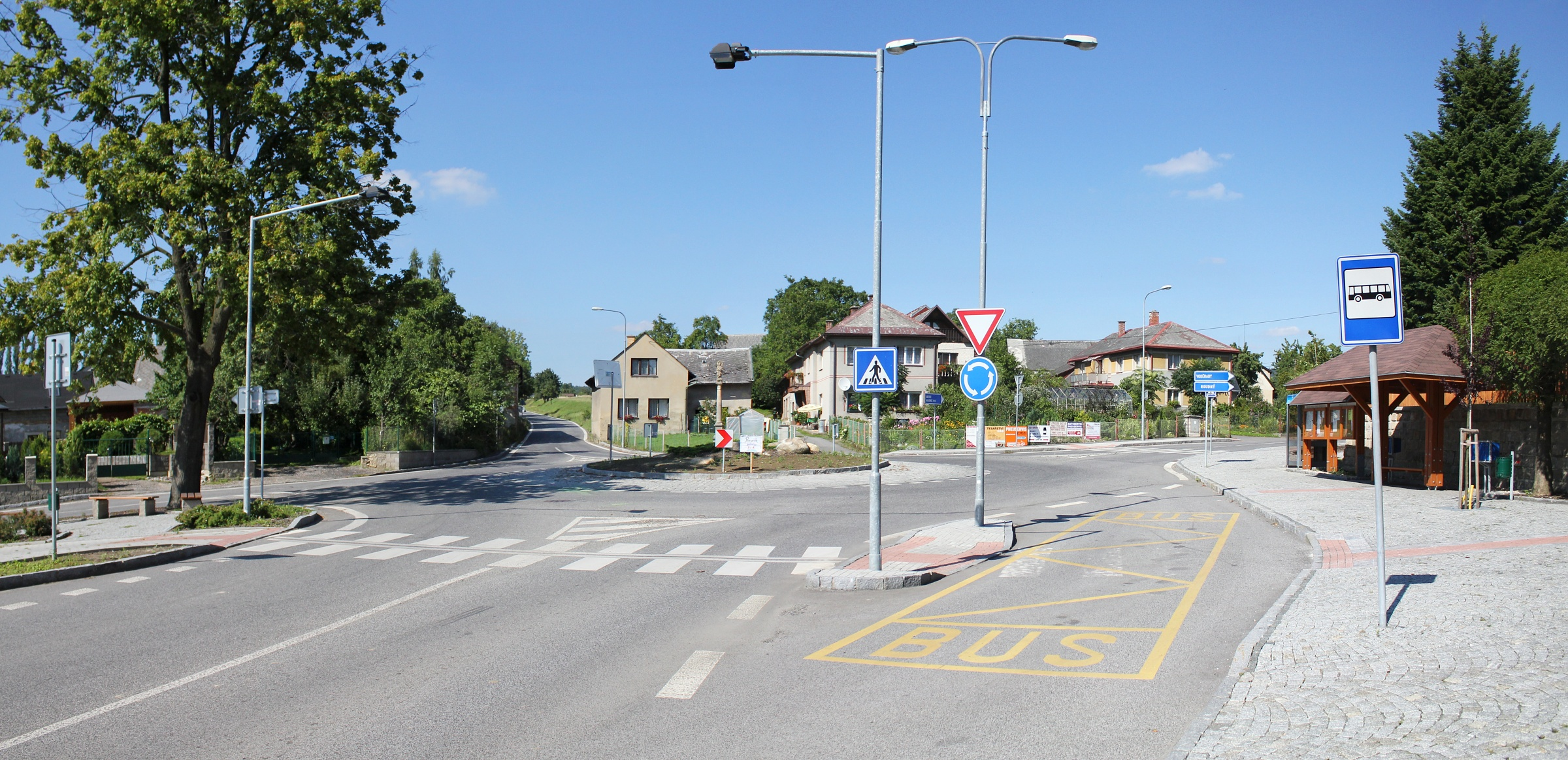
Kruhový objezd v centru obce

V roce 1957 byla upravena silnice směrem k Turnovu (do této doby částečně dlážděná) a upravena náves. K dalším úpravám došlo v roce 2008, kdy byla doprava na návsi svedena do kruhového objezdu se čtyřmi rameny a byl vybudován bezpečný záliv pro autobusy. V roce 2009 proběhla rozsáhlá úprava okolí návsi a kostela sboru krále Jiřího z Poděbrad (zeleň, nové chodníky, zálivy pro parkování).
Na většině území obce je vybudována kanalizace a rozvod plynu. Obec má vlastní matriku a poštovní úřad.

## Osobnosti
- Kněz Václav Koťátko (1810–1876), v letech 1865–1876 ředitel Pražského ústavu pro hluchoněmé, autor první české učebnice pro neslyšící (slabikář, čítanka, tři sešity mluvnických cvičení a sbírka povídek)
- Gustav Kopal (1913 nebo 1920–1968), válečný letec – bombardér československé 311 perutě v Anglii, narozen v roce 1920 v Červeném dvoře, po válce perzekvován komunistickým režimem
- Kajetán Tichý (1859–1937), český kantor a hudební skladatel
- Jiří Anděl (matematik) (1939–2021), český matematik a statistik, profesor Univerzity Karlovy

## Spolky
- Ochotnicko čtenářská hudební jednota Šimerka (1894)
- Pěvecko ochotnická jednota Cyril (1894–1934)
- Veteránský spolek vojenských vysloužilců (1866–1920)
- Kamenářské bratrstvo rohozeckého panství (1729)
- Sokol (do roku 1938, po roce 1990 obnoven jako SK Jenišovice)
- Spolek dobrovolných hasičů Jenišovice – SDH Jenišovice (od roku 1877)
- Honební společenstvo Jenišovice (od roku 1993)
- Český kynologický svaz ZKO – č. 318 Jenišovice (od roku 1996)
- Myslivecké sdružení Jenišovice – Bezděčín (od roku 1997)
- Klub vojáků v záloze Jenišovice, p.s

## Sportovní vyžití
- Sportovní střelnice v údolí při cestě na Paceřice[6]
- Tenis – tenisové hřiště v Odolenovicích (provozuje Sportklub Zádraha), tenisové hřiště je Na Marjánce (provozuje SK Jenišovice)
- Víceúčelové hřiště s umělým povrchem u základní školy
- Fotbalové hřiště – provozuje oddíl fotbalu SK Jenišovice

## Geomorfologie
Geomorfologicky spadá obec do Jičínské pahorkatiny a je součástí Českého ráje. Nejnižším místem obce je Červený dvůr (318 m n. m.), nejvyšším vyvřelina Zabolky (531 m n. m.) nad Bezděčínem. Podloží obce tvoří písky či jílovité písky s opukovými valouny, které ve větších hloubkách přechází do skály.

## Pomístní názvy
- Bažantnice – les s rybníkem nad Červeným dvorem
- Frajdorf – roztroušená zástavba za kostelem ve směru polní cesty na Malý Rohozec
- Kněska – část za školou, nachází se zde fotbalové hřiště
- Marjánka – zastavěná část okolo křižovatky na Odolenovice a Frýdštejn
- Na klínech – pole při silnici z Odolenovic ve směru na Žďárek
- Na vrších – pole za Odolenovicemi ve směru k Zádrahám
- Nad Studnicemi – pole mezi Odolenovicemi a Paceřicemi
- Paseka – les za Frajdorfem ve směru na Turnov, nad Bartošovou pecí
- Písky – za školou ve směru na Marjánku, nová zástavba rodinných domů
- Rovinka – lesík za fotbalovým hřištěm
- Steblík – skupina osamocených staveb při silnici ve směru na Turnov
- Trávníky – zastavěná část v údolí ve směru na Bartošovu pec a Vazovec
- U Červeného Dvora – pole mezi Steblíkem a Červeným dvorem
- V rokli – náletový lesík za JZD (dnes objekt s pilou) nad Kaškovicemi
- Ve Skaličkách – úzké údolí při katastrální hranici s Odolenovicemi ve směru k vrchu Zádraha, zástavba
- Vesecko – les při údolí ve směru na Turnov pod Červeným Dvorem
- Vodava – část katastru za vodojemem při silnici na Frýdštejn
- Vostrova – údolí od silnice na Paceřice ve směru na Odolenovice, je zde sportovní střelnice
- Za humny – nové rodinné domy při cestě z Marjánky ve směru k JZD
- Za silnicí – pole a les při zpevněné cestě na Bezděčín
- Za vilou – pole a les ve směru na Turnov za Frajdorfem
- Zabolky – nejvyšší bod v katastru obce (530 m n. m.), vyvřelina tyčící se nad Sestroňovicemi
- Zaboroví – skupina osamocených staveb pod JZD při silnici na Kaškovice
- Zádraha – část Odolenovic při cestě ve směru na Žďárek